# Lasa (divinità)

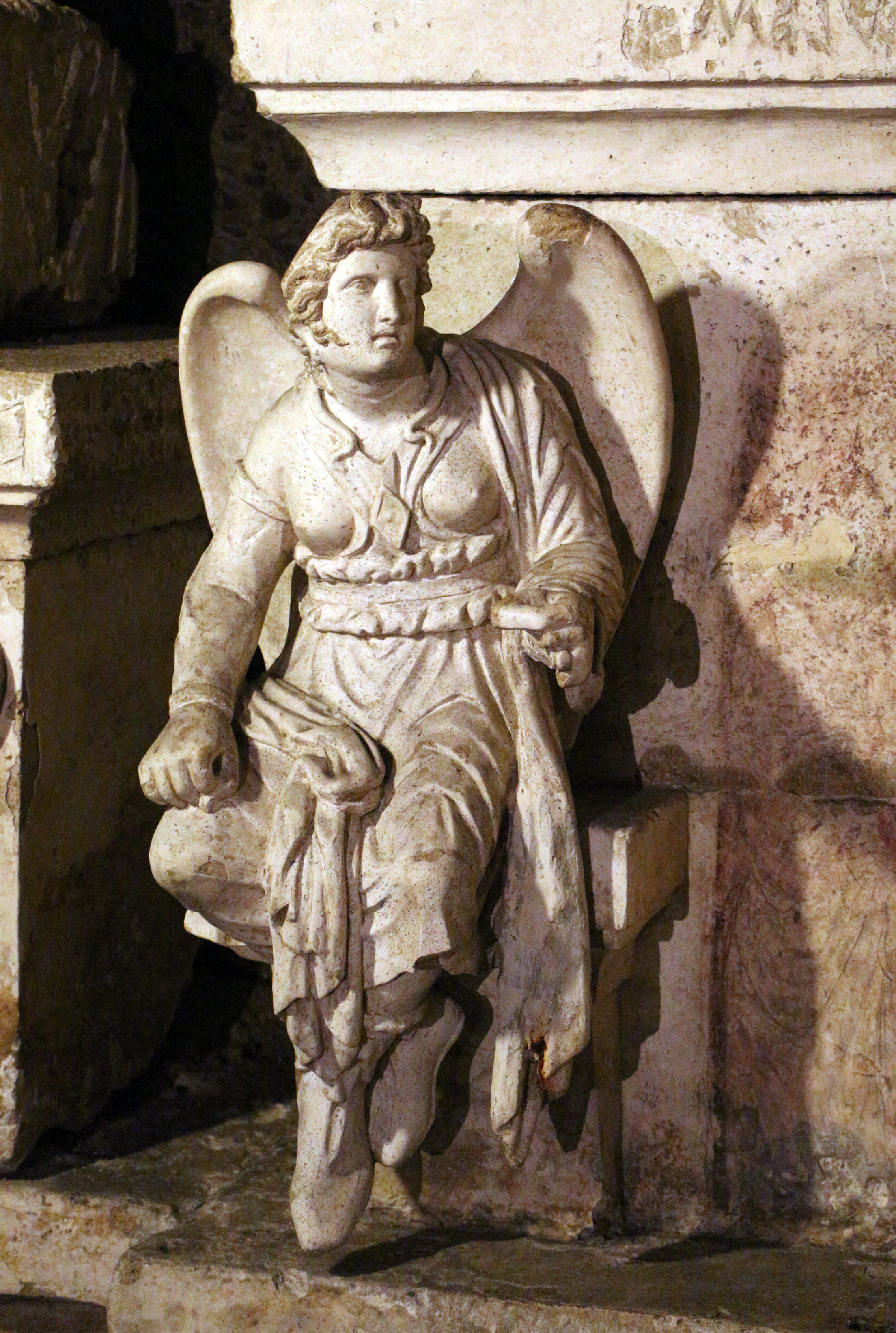
Lasa Vanth sull'urna di Velimnas Aules, Perugia, ipogeo dei Volumni

Le Lase sono numerose divinità femminili della mitologia etrusca. Talvolta sono rappresentate alate, alcune completamente nude con figura interamente umana e i loro simboli sono specchi e corone.

## Descrizione
Hanno il compito di scrivere su pergamena le opere compiute in vita dal re e sono per questo motivo rappresentate con i simboli cosmici etruschi del piccolo vaso e della penna oppure di guidare l'anima del defunto verso l'Ade portando il rotolo della pergamena per consegnarlo al guardiano, come viene raffigurata la celebre Vanth.
Le Lase spesso accompagnano Turan, dea dell'amore; in altri casi hanno la funzione di patrocinare l'arte oppure di personificare l'immortalità dell'anima e di esse si conoscono anche altri nomi quali Evan, Losna, Vecu / Vegovia, Muntucha, Zipna e Mean.
Nel culto etrusco esistono e vivono in una dimensione ultraterrena, invisibile e parallela a quella umana ma che non esclude interventi e consigli nelle vicende umane con interventi più o meno diretti.
Le Lase sono figure comuni a varie mitologie e assimilabili alle ninfe della cultura egea-mediterranea, nome generico dato a delle semi-divinità dell'acqua, dei monti, dei boschi e di altri ambienti naturali.
Questo culto etrusco fu così diffuso e popolare che continuò ad essere celebrato per moltissimo tempo divenendo parzialmente assimilabile agli angeli cristiani.
Il termine Lasa diviene anche un titolo divino usato dai primi fondatori etruschi unitamente al termine Larth che successivamente si tramuterà in Larthia come titolo onorifico delle nobili famiglie etrusche.
Uno studio sulle Lase è stato pubblicato da Charles Godfrey Leland con il titolo "Etruscans and Roman Remains" mentre l'etruscologo Müller, nel suo testo "Die Etrusker" ipotizza che dalle Lase derivò il culto romano dei Lari.